# 75
Вижте пояснителната страница за други значения на 75.

## Родени
- Светоний, древноримски историк